# Marco Tulio
Marco Tulio, de son nom complet Marco Tulio Lopes Silva, est un footballeur brésilien né le 28 février 1981, à Belo Horizonte. Mesurant 1,77 m, il a commencé sa carrière dans les catégories de jeunes de l'Atlético Mineiro en 2011, à l'âge de 11 ans.

## Biographie
En 2015, il a représenté l'équipe nationale brésilienne lors du Championnat d'Amérique du Sud des moins de 17 ans, disputant cinq matchs. Avec l'Atlético Mineiro, il a été promu en équipe première en 2017, où il a disputé neuf matchs et remporté le Championnat du Minas Gerais la même année.
En 2018, il a été transféré au Sporting CP B, au Portugal, où il a joué six matchs. Plus tard, il a été prêté au KSV Roeselare, en Belgique, lors de la saison 2019-2020, disputant 16 matchs et marquant un but.
En 2021, il est retourné au Brésil pour jouer au CSA, où il a accumulé 55 matchs et marqué sept buts jusqu'en 2022.
Fin 2022, Marco Túlio a signé avec le Central Coast Mariners, en Australie, où il a inscrit 15 buts en 40 matchs.
En janvier 2024, il a été transféré au Kyoto Sanga, au Japon, avec un contrat valable jusqu'en décembre 2025.
En plus de sa carrière en club, Marco Túlio est le frère de Yan Phillipe, joueur de l'Atlético de San Luis.

## Palmarès
- Champion de Hongrie en 2007 avec Debrecen